# Ampara
Ampara (szingaléz: අම්පාර, tamil: அம்பாறை) város Srí Lanka keleti részén, kb. 360 km-re keletre a fővárostól, Colombótól. 
A turizmus jelentéktelen; viszont gazdag a környék vadvilága. 
Ampara a Srí Lankai kormány teljes fennhatósága alatt áll.